# Tour de télévision du Kamzík

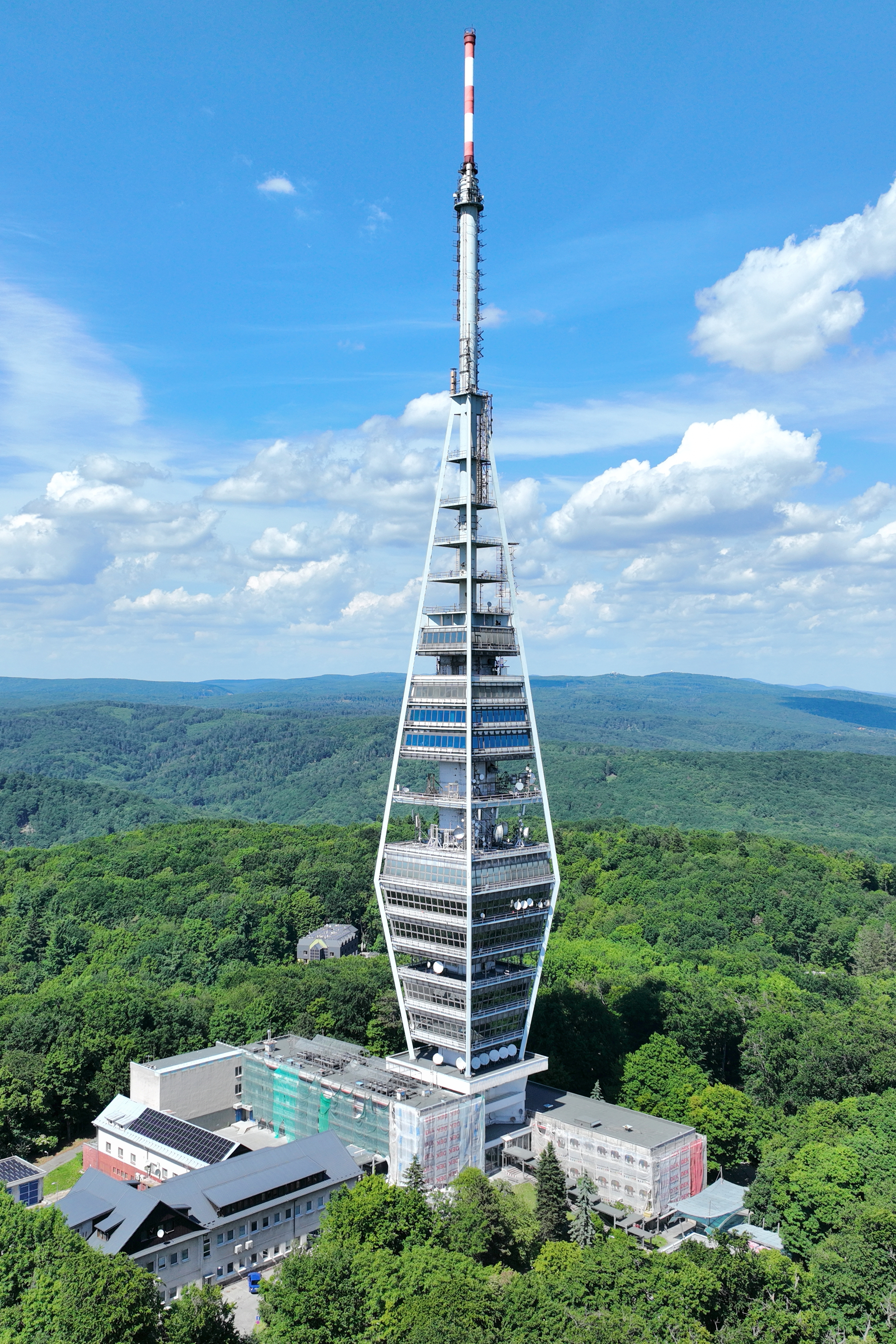
La tour de télévision du Kamzík

La tour de télévision du Kamzík (en slovaque : Televízna veža na Kamzíku) est un émetteur de télévision situé à Bratislava, la capitale de la Slovaquie. Cette structure culminant à 194 mètres (199,9 mètres en comptant l'antenne qui la surmonte) doit son nom au mont Kamzík, une colline de 433 mètres dominant l'agglomération.
Édifice atypique construit de 1964 à 1974 par les architectes Stanislav Májek, Jakub Tomašák, Juraj Kozák, Milan Jurica et Ján Privitzer, la tour du Kamzík abrite par ailleurs un restaurant panoramique, le « Reštaurácia Veža », et une plate-forme d'observation.